# Fibroin
Fibroin là một loại protein không hòa tan có trong tơ tằm được sản xuất bởi ấu trùng tằm, các chi bướm khác như Antheraea, Cricula, Samia và Gonometa và nhiều loài côn trùng khác. Tơ ở trạng thái thô của nó bao gồm hai loại protein chính là sericin và fibroin, với một lớp sericin giống như keo phủ hai sợi tơ đơn lẻ của sợi được gọi là brins.

Cấu trúc sơ cấp của fibroin, (Gly-Ser-Gly-Ala-Gly-Ala) _{n}

Giun tơ sản xuất sợi tơ với ba chuỗi, nhẹ, nặng và glycoprotein P25. Các chuỗi nặng và nhẹ được liên kết bởi một liên kết disulphide và P25 liên kết với các chuỗi nặng và nhẹ liên kết với disulphide bằng các tương tác không gây cản trở. P25 đóng vai trò quan trọng trong việc duy trì tính toàn vẹn của tổ hợp.
Protein sợi nặng bao gồm các lớp beta phản song song. Cấu trúc chính của nó chủ yếu bao gồm chuỗi amino acid tái phát (Gly - Ser -Gly- Ala -Gly-Ala)n. Hàm lượng glycine cao (và, ở mức độ thấp hơn, alanine) cho phép đóng gói chặt chẽ các tấm, góp phần vào cấu trúc cứng của lụa và độ bền kéo. Một sự kết hợp giữa độ cứng và độ dẻo dai làm cho nó trở thành một vật liệu với các ứng dụng trong một số lĩnh vực, bao gồm cả y sinh và sản xuất dệt may.
Fibroin được biết là tự sắp xếp theo ba cấu trúc, được gọi là tơ I, II và III. Tơ I là dạng sợi tự nhiên, được phát ra từ tuyến tơ tằm. Tơ II đề cập đến việc sắp xếp các phân tử sợi trong tơ tằm, có độ bền cao hơn và thường được sử dụng trong các ứng dụng thương mại khác nhau. Tơ III là một cấu trúc mới được phát hiện của fibroin. Tơ III được hình thành chủ yếu trong các giải pháp của fibroin tại một giao diện (ví dụ: giao diện không khí-nước, giao diện nước-dầu, v.v.).

## Suy biến
Nhiều loài vi khuẩn Amycolatopsis và Saccharotrix có thể làm suy biến cả sợi tơ và axit polylactic.